# Staatsbesuche von Erich Honecker im östlichen Asien
Die Staatsbesuche von Erich Honecker im östlichen Asien fanden 1977, 1979, 1981 und 1986 statt. Er reiste nach Vietnam, auf die Philippinen, nach Nordkorea, Indien, Japan, China und in die Mongolei.

## 1977
Die Reise 1977 nach Vietnam und Nordkorea sollte die Beziehungen zu diesen sozialistischen Ländern vertiefen, der Besuch auf den Philippinen sollte die internationale Anerkennung der DDR stärken.
Delegation
- Erich Honecker, Vorsitzender des Staatsrates und Generalsekretär des ZK der SED
- Willi Stoph, Vorsitzender des Ministerrates
- Oskar Fischer, Außenminister
- Günter Mittag, ZK-Sekretär für Wirtschaftsfragen
- Gerhard Weiss
- Hans Reichelt[1]
- Margarete Müller
- Bruno Mahlow
- Horst Neubauer als Sekretär der Delegation
- die Botschafter der DDR in den besuchten Ländern (Dieter Doering, Lothar Wenzel, Franz Everhartz)
- weitere Persönlichkeiten

Vietnam
Vom 1. bis 6. Dezember 1977 war eine Delegation unter Leitung von Erich Honecker in der Demokratischen Republik Vietnam. Sie führte Gespräche mit Präsident Le Duan und weiteren Politikern in der Hauptstadt Hanoi. Außerdem besuchte sie dort das Ho-Chi-Minh-Mausoleum und dessen Wohnhaus. Anschließend besichtigte die Delegation ein Stahl- und Walzwerk und eine Textilfabrik im Land, an denen die DDR beteiligt war. Zuletzt reiste sie nach Ho-Chi-Minh-Stadt, wo sie sich unter anderem von Kriegsveteranen von den früheren Kämpfen um Südvietnam erzählen ließ. Es wurde ein Freundschaftsvertrag zwischen beiden Ländern abgeschlossen.
Philippinen
Vom 6. bis 8. Dezember war die Delegation auf den Philippinen. Dort führte sie Gespräche mit Präsident Ferdinand Marcos und weiteren Repräsentanten des Landes. Es wurde ein Handelsabkommen geschlossen.
Nordkorea
Vom 8. bis 11. Dezember weilte die Delegation in der Koreanischen Volksdemokratischen Republik. Sie wurde vom Staatsführer Kim Il Sung empfangen und begleitet und besuchte unter anderem eine Traktorenfabrik, die mit Unterstützung der DDR aufgebaut worden war.

## 1979

### Vorgeschichte

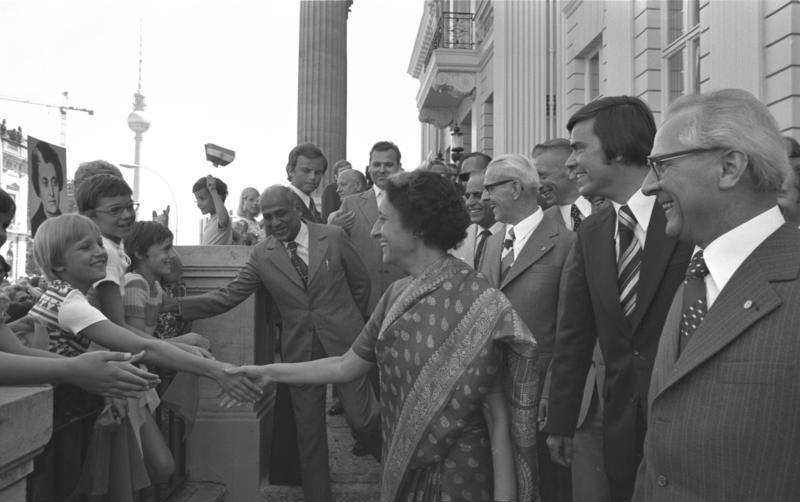
Besuch von Indira Gandhi in Ost-Berlin 1976

Indien hatte traditionell gute Kontakte zur DDR. Es nahm im Oktober 1972 als eines der ersten westlichen Länder diplomatische Beziehungen zu ihr auf, noch vor dem deutsch-deutschen Grundlagenvertrag. Es gab viele Übereinstimmungen zwischen beiden Ländern. Indien schätzte die Unterstützung der DDR für seine unabhängige Politik, die DDR schätzte Indiens politisches Engagement als eines der wichtigsten blockfreien Staaten in dieser Zeit.
Es gab gute wirtschaftliche Beziehungen. Die Premierministerin Indira Gandhi besuchte im Juni 1976 die DDR, verlor aber im folgenden Jahr nach den Parlamentswahlen ihr Amt. Der Gegenbesuch von Erich Honecker in Indien wurde daher mit ihrem Nachfolger vereinbart.

### Delegation
Zur DDR-Delegation gehörten
- Erich Honecker
- Willi Stoph, Vorsitzender des Ministerrats
- Oskar Fischer, Außenminister
- Hermann Axen, ZK-Sekretär für Außenbeziehungen
- Günter Mittag, ZK-Sekretär für Wirtschaftsfragen
- Gerhard Weiss
- Klaus Willerding
- der DDR-Botschafter in Indien Heinz Birch
- weitere Persönlichkeiten

### Verlauf
Am 8. Januar 1979 wurde die DDR-Delegation auf dem Flughafen bei Delhi von Präsident Neelam Sanjiva Reddy, Ministerpräsident Desai und weiteren Persönlichkeiten begrüßt.  Auf dem Weg in die Innenstadt legte sie einen Kranz am Grabmal von Mahatma Gandhi nieder.
Danach führte sie politische Gespräche mit verschiedenen Politikern. Es wurden ein Handels- und ein Schifffahrtsabkommen zwischen beiden Ländern abgeschlossen.
Am 9. Januar besuchte die Delegation das traditionsreiche Rote Fort in Delhi, wo es auch eine Kundgebung von Einwohnern für die Gäste gab.
Am nächsten Tag besuchte die Delegation den Palast in Agra und das Taj Mahal. Anschließend fuhr sie nach Bombay (jetzt Mumbai), wo sie unter anderem das Kernforschungszentrum BARC und ein Biotechnologiezentrum besuchten.
Am 12. Januar flog sie vom Flughafen Bombay zu einem Zwischenstopp nach Taschkent in der Usbekischen SSR und anschließend nach Berlin-Schönefeld zurück.

### Nachwirkungen
Die Beziehungen zwischen beiden Ländern blieben gut. Indira Gandhi blieb nach ihrer erneuten Regierungsübernahme 1980 eine der hochgeachtetsten Politiker der westlichen Welt in der DDR, nach ihr wurde nach ihrer Ermordung eine wichtige Hauptstraße in Ost-Berlin benannt.

## 1981
Vom 26. bis 31. Mai besuchte eine DDR-Delegation unter Leitung von Erich Honecker Japan, als erstes wichtiges westliches Industrieland.
Dort führte sie Gespräche mit Kaiser Hirohito, dem Premierminister Suzuki und weiteren Repräsentanten. Sie besuchte auch die alte Kaiserstadt Kyoto und weitere Sehenswürdigkeiten.

## 1986

### Vorgeschichte
Die DDR hatte bereits wieder Anfang der 1980er Jahre wieder intensivere Kontakte zur Volksrepublik China aufgenommen, während die Sowjetunion weiterhin keine diplomatischen Beziehungen nach den grundlegenden Zerwürfnissen in den 1960er Jahren zu dieser hatte.
1986 reiste Erich Honecker als erster osteuropäischer Staats- und Parteichefs zu einem offiziellen Staatsbesuch nach Peking. Dabei bereiste er auch die befreundeten benachbarten Länder Nordkorea und Mongolei.

### Delegation
Zu der Delegation der DDR gehörten
- Erich Honecker
- Oskar Fischer, Außenminister
- Gerhard Beil, Außenhandelsminister
- Günter Mittag, ZK-Sekretär für Wirtschaftsfragen.
- Günter Sieber
- Frank-Joachim Herrmann als Sekretär der Delegation
- die Botschafter der DDR in den besuchten Ländern (Karl-Heinz Kern, Rolf Berthold, Heinz Bauer)
- weitere Persönlichkeiten

### Nordkorea
Vom 18. bis 21. Oktober 1986 reiste eine DDR-Delegation mit Erich Honecker in die Demokratische Volksrepublik Korea. Sie wurde von Präsident Kim Il Sung und über 500.000 Menschen in der Hauptstadt Pjöngjang mit einem umfangreichen Kulturprogramm empfangen. Danach führte sie politische Gespräche und besichtigte den Geburtsort von Kim Il Sung, ein Schwermaschinenbaukombinat, das mit Hilfe der DDR erbaut wurde, und einen Staudamm.

### China
Danach weilte die Delegation vom 21. bis 26. Oktober in der Volksrepublik China. Dort führte sie Gespräche mit dem Präsidenten Li Xiannian, dem KP-Vorsitzenden Hu Yaobang, sowie Deng Xiaoping, Zhao Ziyang und weiteren Persönlichkeiten. Sie besichtigte die Verbotene Stadt in Beijing mit dem ehemaligen Kaiserpalast, die Große Mauer und besuchte die Städte Nanking und Shanghai. Es wurde ein Abkommen über die ökonomische Zusammenarbeit zwischen beiden Ländern für die folgenden 15 Jahre angeschlossen.

### Mongolei
Vom 26. bis 28. Oktober 1986 besuchte die Delegation die Mongolische Volksrepublik. Sie führte Gespräche mit führenden Repräsentanten in der Hauptstadt Ulan-Bator und besuchte ein Staatsgut, auf dem auch Spezialisten aus der DDR tätig waren.

## Dokumentarfilme
- Asien 77, DEFA 1978, über Besuch in Vietnam, den Philippinen und Nordkorea
- Vorwärts und nicht vergessen – die Solidarität, DEFA 1978, Regie Joachim Hadaschik, über Besuch in Vietnam
- Im Zeichen der Freundschaft, DEFA 1979, über Besuch in Indien
- In Japan 81, 1981, über Besuch in Japan